# Стадион Валпараизо Спортинг
Стадион Валпараизо Спортинг (шп. Estadio Valparaíso Sporting Club), је био стадион а сада хиподрум у Виња дел Мар, Чиле. Изграђен је 1882. године користио се као хиподрум а и кориштен је за Првенство Јужне Америке у фудбалу 1920. године као фудбалски стадион.